# Verseny (pedagógia)
A játékok, versenyek motiválják a gyerekeket, feltéve, ha nem túl sűrűn alkalmazzuk őket.
A gyerekek legfőbb dolga a játék. Csecsemőkoruk óta játszanak, és a társas fejlődés során ez a játék átalakul versennyé.
Szinte bármivel el tudnak játszani. Lehet az egy gomb, radír, baba, autó, társasjáték és egészen a számítógépes interaktív játékokig. A játékoknak nem kell feltétlenül tárgyakhoz kapcsolódnia. Szóban hallott nyelvtörők, találós kérdések és a szerepjátékok is játéknak tekinthetőek.
A játék feloldja, élvezetet biztosít a gyerekeknek. A játék során együtt lehet másokkal, irányíthat, szervezhet, együtt kell működnie másokkal, problémákat oldhat meg, vitázhat. Új dolgokat tanulhat meg, új emberekkel ismerkedhet meg, új barátokat szerezhet és a már meglévő baráti kapcsolatait erősítheti meg.
Az egész történelemben megtalálhatóak a játékok, versenyek, a különböző játékbabáktól az olimpiai játékokig. Mi felnőttek is játszunk, szeretünk versenyezni, megmutatni mire vagyunk képesek, mit tudunk elérni. A játékokkal, sporttal kikapcsolódhatunk a szürke mindennapokból.
Az örömszerzésen kívül célja lehet még:
- készségek gyakorlása
- koncepciók fejlesztése
- stratégiák kidolgozása

A játékot megszervezni, és vezetni is tudni kell. Fontos, hogy legyen célja, ne csak időtöltés legyen.

## Gondolkodtató játékok
A gondolkodást fejlesztő játékok célja, hogy felkeltsék a gyerekek figyelmét, tevékenykedniük kell, változatossá teszi a tanórát. Arra is jó szolgálatot tesz, hogy megismerjük a gyereket különböző szituációkban, felszabadultan, és mélyebb kapcsolatot alakíthatunk ki velük. A készségfejlesztő játékok közvetlenül az iskolai vagy a szakmai tanulást segítik.

## Leggyakrabban előforduló „játékfajták”
Össze kell gyűjteni a legtöbb:
- növényevő állatot
- számítástechnikai eszközt
- főnevet, melléknevet
- prímszámot
- kétjegyű számot
- dó-val kezdődő dalt
- piros színű tárgyakat a teremből,

lehetőleg minél rövidebb idő alatt.
Testnevelés órákon sorversenyek, váltóversenyek stb.
A versenyeket szervezhetjük egyéni munkában, párosan, csoportosan, esetleg osztályszinten pl.: gyermeknapon.
Alkalmazhatjuk óra elején motiválásra, óra végén lezárásra. Tarthat egész órán akkor, ha kapcsolódik a tananyaghoz.
A versenyeken a gyerekeknek meg kell tanulniuk az együttműködést; fejlődik a közösségi szellem, összetartozás tudat, egyéni szocializáció, elfogadottság érzés. Egyfajta viselkedéstudat is kialakul - hogyan viselkedjünk más emberek jelenlétében.
A győzelem és a vereség erősítik a türelmet, kitartást, önbizalmat, öntudatot, önbecsülést, barátságokat, mások iránti nyitottságot, bizalmat.
A játék az elmúlt években jókora üzletté vált, a gyermekek maguk alkotta, illetve a szülők és a pedagógusok által létrehozott játékok helyett ma már egész iparág foglalkozik a különféle játékok előállításával és üzletszerű terjesztésével.
Szakemberek felfigyeltek arra, hogy egy nép szokásai, hagyományai, és játékkultúrája között nagy a hasonlóság.
A játékpedagógia Amerikából terjedt át először Angliára, majd Magyarországra is.